# Andy Potts
Andrew Robert Potts, detto Andy (Hershey, 28 dicembre 1976), è un triatleta statunitense.
Nato in Pennsylvania, inizia a gareggiare nel nuoto ottenendo importanti risultati. Tra questi si cita il bronzo vinto nei 400 misti all'Universiade estiva di Fukuoka.
Successivamente approda al triathlon, laureandosi campione del mondo sulla distanza Ironman 70.3 nella rassegna iridata di Clearwater del 2007, vincendo davanti all'argentino Oscar Galíndez e al britannico Andrew Johns.

## Titoli
- Campione del mondo Ironman 70.3 - 2007
- Campione statunitense di triathlon (Élite) - 2007